# Matt i Ross Duffer
Matt Duffer i Ross Duffer (Durham (Carolina del Nord), 15 de febrer de 1984), sovint acreditats com els Duffer Brothers (Germans Duffer), són escriptors, directors i productors de cinema i televisió nord-americans. Principalment coneguts com els creadors, directors i productors executius de la sèrie dramàtica de terror de ciència-ficció de Netflix Stranger Things, també van escriure i dirigir la pel·lícula de terror psicològic Hidden del 2015 i van escriure i produir episodis per a la sèrie de ciència-ficció de misteri de Fox Wayward Pines.
Van establir la seva pròpia productora Upside Down Pictures, que té un acord global amb Netflix.
Són germans bessons idèntics i han tingut una estreta relació des de la infància. Treballen tots els seus projectes en equip.

## Carrera
Després que els germans haguessin escrit i dirigit diversos curtmetratges, el seu guió per a la pel·lícula de terror postapocalíptica Hidden va ser adquirit per Warner Bros. Pictures el 2011. Els germans van dirigir la pel·lícula Hidden, que es va estrenar el 2015. A continuació, els germans Duffer van ser contractats com a escriptors/productors de la sèrie de televisió de Fox Wayward Pines.

### Stranger Things
Amb experiència a la televisió, van començar a presentar la seva idea per Stranger Things, que Dan Cohen finalment va portar a Shawn Levy. Amb el suport de la productora 21 Laps de Levy, el programa va ser ràpidament seleccionada per Netflix. L'espectacle està ambientat a l'Indiana dels anys 80 i és un homenatge a la cultura pop dels anys 80, inspirat i estèticament informat per les obres de Steven Spielberg, John Carpenter, Wes Craven, Sam Raimi, David Lynch, Stephen King i George Lucas, entre d'altres.
Es va estrenar el 15 de juliol de 2016, amb elogis aclaparadors, específicament per la seva caracterització, ritme, atmosfera, interpretació, banda sonora, direcció, escriptura i homenatges a pel·lícules de gènere dels anys vuitanta. Va començar a desenvolupar un seguiment de culte en línia. L'agregador de ressenyes Rotten Tomatoes va donar a la sèrie una puntuació d'aprovació del 95%, basada en 82 ressenyes, amb una puntuació mitjana ponderada de 7,96/10. El consens crític del lloc afirma: "Emocionant, desgarrador i de vegades espantós, Stranger Things actua com un homenatge addictiu a les pel·lícules de Spielberg i a la televisió vintage dels anys vuitanta".
El 30 de setembre de 2019, Netflix va anunciar que havia signat els Duffers per a pel·lícules i programes de televisió addicionals per als propers anys.
El març de 2021, el duet va anunciar que s'uniria amb Spielberg per adaptar The Talisman de Stephen King i Peter Straub com a sèrie de Netflix. Tots dos serien productors executius a través d'Amblin Partners i Monkey Massacre i van contractat Curtis Gwinn, que va treballar com a escriptor i productor executiu a Stranger Things, per actuar com a guionista i showrunner del projecte.
Després de l'estrena de la quarta temporada de Stranger Things el juliol de 2022, els Duffer van llançar la productora Upside Down Pictures, per a la qual es van tornar a comprometre amb Netflix amb diversos projectes nous. Entre aquestes inclouen una adaptació de sèrie d'acció en viu de Death Note i una adaptació a sèrie de The Talisman, a més de la continuació de la seva sèrie Stranger Things.
A l'octubre de 2023, Ross Duffer va ser un dels molts que treballaven a la indústria del cinema i la televisió que van signar la carta oberta al president Joe Biden publicada al lloc web nohostageleftbehind.com Arxivat 2023-10-24 a Wayback Machine. agraint-li la seva "convicció moral inamovible" en donar suport a Israel amb finançament militar i ajudar i demanar al president que asseguri l'alliberament de més ostatges israelians.

## Vides personals
Els germans Duffer van néixer i es van criar a Durham, Carolina del Nord, fills d'Ann M. Christensen i Allen P. Duffer. Van començar a fer pel·lícules a tercer de primària, amb una càmera de vídeo Hi8 que va ser un regal dels seus pares. Van assistir a la Duke School for Children dels graus K-8, una escola privada suburbana, i després a la Charles E. Jordan High School, una gran escola pública de Durham. Es van traslladar a Orange, Califòrnia, per estudiar cinema al Dodge College of Film and Media Arts de la Universitat de Chapman, on es van graduar el 2007. Matt té un fill del que Winona Ryder és la padrina.

## Filmografia

### Pel·lícula
| Any  | Títol            | Acreditats com | Acreditats com | Acreditats com | Notes                                                                            |
| Any  | Títol            | Directors      | Escriptors     | Productors     | Notes                                                                            |
| ---- | ---------------- | -------------- | -------------- | -------------- | -------------------------------------------------------------------------------- |
| 2005 | We All Fall Down | Sí             | Sí             | No             | Curtmetratges                                                                    |
| 2007 | Eater            | Sí             | Sí             | Sí             | Curtmetratges                                                                    |
| 2009 | Abraham's Boys   | No             | Sí             | Sí             | Curtmetratges                                                                    |
| 2009 | Road to Moloch   | No             | Sí             | No             | Curtmetratges                                                                    |
| 2012 | Vessel           | No             | Sí             | No             | Curtmetratges                                                                    |
| 2015 | Hidden           | Sí             | Sí             | No             | Llargmetratge de debut Completat el 2012, va rebre un llançament limitat el 2015 |

#### Altres crèdits cinematogràfics
| Curs | Títol                        | Crèdit                                                      | Notes                   |
| ---- | ---------------------------- | ----------------------------------------------------------- | ----------------------- |
| 2006 | The Big Toe                  | Editors                                                     | Curtmetratges           |
| 2008 | The Milkman                  | Actors: Oficial (Matt Duffer); mató amb cotxe (Ross Duffer) | Curtmetratges           |
| 2008 | Saturday Night at Norm's     | Productors                                                  | Curtmetratges           |
| 2014 | Honeymoon                    | Especial agraïment                                          |                         |
| 2021 | Fear Street Part One: 1994   | Especial agraïment                                          |                         |
| 2021 | Fear Street Part Two: 1978   | Especial agraïment                                          |                         |
| 2021 | Fear Street Part Three: 1666 | Especial agraïment                                          |                         |
| 2024 | Dust Monster                 | Especial agraïment                                          | Curtmetratge d'animació |

### Televisió
| Any       | Títol           | Acreditats com | Acreditats com | Acreditats com       | Acreditats com | Notes                                            |
| Any       | Títol           | Directors      | Escriptors     | Productors executius | Creadors       | Notes                                            |
| --------- | --------------- | -------------- | -------------- | -------------------- | -------------- | ------------------------------------------------ |
| 2015–2016 | Wayvard Pines   | No             | Sí             | Coadjunts            | No             | Va escriure 4 episodis                           |
| 2016–     | Stranger Things | Sí             | Sí             | Sí                   | Sí             | Van dirigir 19 episodis Van escriure 16 episodis |

## Premis
| Any  | Premi                            | Categoria                                              | Treball nominat                                                | Resultat  | Ref.          |
| ---- | -------------------------------- | ------------------------------------------------------ | -------------------------------------------------------------- | --------- | ------------- |
| 2016 | American Film Institute Award    | Top 10 TV Programes de l'any                           | Stranger Things                                                | Guanyador | [ 21 ]        |
| 2016 | Critics' Choice Television Award | Millor sèrie dramàtica                                 | Stranger Things                                                | Nominat   | [ 22 ]        |
| 2016 | Critics' Choice Television Award | Espectacle més digne                                   | Stranger Things                                                | Nominat   | [ 22 ]        |
| 2017 | American Film Institute Award    | Top 10 TV Programes de l'any                           | Stranger Things                                                | Guanyador | [ 23 ]        |
| 2017 | Bram Stoker Award                | Millor guió                                            | Stranger Things for "Chapter One: The Vanishing of Will Byers" | Nominat   | [ 24 ]        |
| 2017 | Bram Stoker Award                | Millor guió                                            | Stranger Things for "Chapter Eight: The Upside Down"           | Nominat   | [ 24 ]        |
| 2017 | Bram Stoker Award                | Assoliment superior en un guió                         | Stranger Things for "Chapter Two: MADMAX"                      | Nominat   | [ 25 ]        |
| 2017 | British Academy Television Award | Millor programa internacional                          | Stranger Things                                                | Nominat   | [ 26 ]        |
| 2017 | Directors Guild of America Award | Millor direcció – Sèrie dramàtica                      | Stranger Things for "Chapter One: The Vanishing of Will Byers" | Nominat   | [ 27 ]        |
| 2017 | Dorian Award                     | Drama de l'any de TV                                   | Stranger Things                                                | Nominat   | [ 28 ]        |
| 2017 | Dragon Award                     | Millor sèrie de televisió de ciència-ficció o fantasia | Stranger Things                                                | Guanyador | [ 29 ]        |
| 2017 | Empire Award                     | Millor sèrie de TV                                     | Stranger Things                                                | Nominat   | [ 30 ]        |
| 2017 | Fangoria Chainsaw Award          | Millor sèrie de TV                                     | Stranger Things                                                | Guanyador | [ 31 ]        |
| 2017 | Globus d'Or                      | Millor sèrie de televisió dramàtica                    | Stranger Things                                                | Nominat   | [ 32 ]        |
| 2017 | Premi Hugo                       | Millor representació dramàtica                         | Stranger Things for season 1 of Stranger Things                | Nominat   | [ 33 ]        |
| 2017 | MTV Movie &amp; TV Award         | Millor espectacle                                      | Stranger Things                                                | Guanyador | [ 34 ]        |
| 2017 | National Television Award        | Millor Drama d'època                                   | Stranger Things                                                | Nominat   | [ 35 ]        |
| 2017 | NME Award                        | Millor sèrie de TV                                     | Stranger Things                                                | Nominat   | [ 36 ]        |
| 2017 | People's Choice Award            | Espectacle preferit de TV                              | Stranger Things                                                | Nominat   | [ 37 ]        |
| 2017 | Primetime Emmy Award             | Millor direcció per a sèrie dramàtica                  | Stranger Things for "Chapter One: The Vanishing of Will Byers" | Nominat   | [ 38 ]        |
| 2017 | Primetime Emmy Award             | Millor sèrie dramàtica                                 | Stranger Things                                                | Nominat   | [ 38 ]        |
| 2017 | Primetime Emmy Award             | Millor escriptura per a sèrie dramàtica                | Stranger Things for "Chapter One: The Vanishing of Will Byers" | Nominat   | [ 38 ]        |
| 2017 | Producers Guild of America Award | Millor drama episòdic                                  | Stranger Things                                                | Guanyador | [ 39 ]        |
| 2017 | Satellite Award                  | Millor sèrie de televisió de gènere                    | Stranger Things                                                | Nominat   | [ 40 ]        |
| 2017 | Saturn Award                     | Millor sèrie de televisió de New Media                 | Stranger Things                                                | Guanyador | [ 41 ] [ 42 ] |
| 2017 | Shorty Award                     | Millor espectacle de TV                                | Stranger Things                                                | Nominat   | [ 43 ]        |
| 2017 | TCA Award                        | Assoliment destacat en drama                           | Stranger Things                                                | Nominat   | [ 44 ]        |
| 2017 | TCA Award                        | Assoliment destacat en nou programa                    | Stranger Things                                                | Nominat   | [ 44 ]        |
| 2017 | TCA Award                        | Programa de l'any                                      | Stranger Things                                                | Nominat   | [ 44 ]        |
| 2017 | Teen Choice Award                | Sèrie breakout Choice                                  | Stranger Things                                                | Nominat   | [ 45 ]        |
| 2017 | Teen Choice Award                | Sèrie Choice Fantasia/Sci-Fi                           | Stranger Things                                                | Nominat   | [ 45 ]        |
| 2017 | Writers Guild of America Award   | Televisió: sèrie dramàtica                             | Stranger Things                                                | Nominat   | [ 46 ]        |
| 2017 | Writers Guild of America Award   | Televisió: Nova Sèrie                                  | Stranger Things                                                | Nominat   | [ 46 ]        |
| 2018 | Critics' Choice Television Award | Millor sèrie dramàtica                                 | Stranger Things                                                | Nominat   | [ 47 ]        |
| 2018 | Directors Guild of America Award | Millor direcció – sèrie dramàtica                      | Stranger Things per "Chapter Nine: The Gate"                   | Nominat   | [ 48 ]        |
| 2018 | Empire Award                     | Millor sèrie de TV                                     | Stranger Things                                                | Nominat   | [ 49 ]        |
| 2018 | Golden Globe Award               | Millor sèrie de televisió dramàtica                    | Stranger Things                                                | Nominat   | [ 50 ]        |
| 2018 | MTV Movie &amp; TV Award         | Millor espectacle                                      | Stranger Things                                                | Guanyador | [ 51 ]        |
| 2018 | Nickelodeon Kids' Choice Award   | Espectacle preferit de TV                              | Stranger Things                                                | Guanyador | [ 52 ]        |
| 2018 | NME Award                        | Millor sèrie de TV                                     | Stranger Things                                                | Guanyador | [ 53 ]        |
| 2018 | Primetime Emmy Award             | Millor direcció per a sèrie dramàtica                  | Stranger Things for "Chapter Nine: The Gate"                   | Nominat   | [ 54 ]        |
| 2018 | Primetime Emmy Award             | Millor sèrie dramàtica                                 | Stranger Things                                                | Nominat   | [ 54 ]        |
| 2018 | Primetime Emmy Award             | Millor escriptura per a sèrie dramàtica                | Stranger Things per "Chapter Nine: The Gate"                   | Nominat   | [ 54 ]        |
| 2018 | Producers Guild of America Award | Millor drama episòdic                                  | Stranger Things                                                | Nominat   | [ 55 ]        |
| 2018 | Satellite Award                  | Millor sèrie de televisió de gènere                    | Stranger Things                                                | Nominat   | [ 56 ]        |
| 2018 | Saturn Award                     | Millor sèrie de TV New Media                           | Stranger Things                                                | Nominat   | [ 57 ]        |
| 2018 | Teen Choice Award                | Choice sèrie de fantasia/Sci-Fi                        | Stranger Things                                                | Nominat   | [ 58 ]        |
| 2018 | Writers Guild of America Award   | Televisió: sèrie dramàtica                             | Stranger Things                                                | Nominat   | [ 59 ]        |
| 2019 | Grammy Award                     | Millor recopilació de banda sonora per a Visual Media  | Stranger Things                                                | Nominat   | [ 60 ]        |
| 2019 | Nickelodeon Kids' Choice Award   | Drama de TV                                            | Stranger Things                                                | Nominat   | [ 61 ]        |
| 2019 | People's Choice Awards           | Bingeworthy Espectacle de 2019                         | Stranger Things                                                | Nominat   | [ 62 ]        |
| 2019 | People's Choice Awards           | Espectacle dramàtic de 2019                            | Stranger Things                                                | Guanyador | [ 62 ]        |
| 2019 | People's Choice Awards           | Espectacle Sci-Fi/Fantasia de 2019                     | Stranger Things                                                | Nominat   | [ 62 ]        |
| 2019 | People's Choice Awards           | Espectacle de 2019                                     | Stranger Things                                                | Guanyador | [ 62 ]        |
| 2019 | Saturn Award                     | Millor sèrie per streaming Horror i Thriller           | Stranger Things                                                | Guanyador | [ 63 ]        |
| 2019 | Teen Choice Award                | Choice Espectacle d'estiu de TV                        | Stranger Things                                                | Guanyador | [ 64 ]        |
| 2020 | Satellite Award                  | Millor sèrie de gènere                                 | Stranger Things                                                | Guanyador | [ 65 ]        |
| 2020 | Primetime Emmy Award             | Millor sèrie dramàtica                                 | Stranger Things                                                | Nominat   | [ 66 ]        |